# Yousef Al Sayed
Yousef Al Sayed (Arabic:يوسف السيد) (sinh ngày 11 tháng 8 năm 1989) là một cầu thủ bóng đá người Các Tiểu vương quốc Ả Rập Thống nhất. Hiện tại anh thi đấu cho Shabab Al-Ahli.